# Walter Nischwitz
Walter Nischwitz (* 19. Oktober 1889 in Erfurt; † 9. November 1969 in Ellwangen) war ein deutscher Politiker (FDP/DVP).

## Leben und Beruf
Nach dem Schulbesuch absolvierte Nischwitz zunächst eine kaufmännische Lehre. Er studierte von 1911 bis 1913 Nationalökonomie an den Universitäten in Mailand, Aachen und Dresden, arbeitete seit 1914 als Fremdsprachenkorrespondent in Stuttgart und nahm als Soldat am Ersten Weltkrieg teil. Nach 1945 war er als Wirtschaftsjournalist in Stuttgart tätig und fungierte als Herausgeber des Südwest-Merkurs.
Walter Nischwitz war verheiratet mit Lotte Fischer, der Tochter des Journalisten und Landtagsabgeordneten Johannes Fischer.

## Politik
Nach dem Zweiten Weltkrieg trat Nischwitz in die FDP/DVP ein und war von 1950 bis 1952 Landtagsabgeordneter im Landtag von Württemberg-Baden. Von 1952 bis 1964 war er Mitglied des baden-württembergischen Landtages und hier von 1960 bis 1964 Vorsitzender der FDP/DVP-Fraktion. Außerdem war er Vorsitzender des Kreisverbandes der Europa-Union in Stuttgart.